# Pedralva (kommun)
Pedralva är en kommun i Brasilien.   Den ligger i delstaten Minas Gerais, i den sydöstra delen av landet, 800 km söder om huvudstaden Brasília. Antalet invånare är 11 467.
Omgivningarna runt Pedralva är huvudsakligen savann. Runt Pedralva är det ganska tätbefolkat, med 124 invånare per kvadratkilometer.